# Берндорф (Австрия)
Вижте пояснителната страница за други значения на Берндорф.
Берндорф (на немски: Berndorf) е град в Австрия, провинция Долна Австрия, окръг Баден. Според Националната статистическа служба на Република Австрия през 2015 г. градът има 8980 жители.